# Ponte Rákóczi
Il ponte Rákóczi (in ungherese: Rákóczi híd), precedentemente noto come ponte Lágymányosi (Lágymányosi híd), è un ponte che si trova a Budapest in Ungheria e che collega gli insediamenti di Buda e Pest attraversando il Danubio.
La costruzione del ponte a travi in acciaio fu iniziata nel 1992 su progetto di Tibor Sigrai ed inaugurato nel 1995.
Prende il nome dalla famiglia Rákóczi, ma è comunemente chiamato Lágymányosi híd.